# 扇島太陽光発電所
扇島太陽光発電所（おうぎしまたいようこうはつでんしょ）は、神奈川県川崎市川崎区扇島にある東京電力リニューアブルパワーの太陽光発電所である。

## 所在地
- 神奈川県川崎市川崎区扇島（東京電力所有地）

## 発電設備
- 面積：約23ha
- パネル枚数：約6万4000枚
- パネル：京セラ製
- 発電出力：13,000kW
- 年間発電電力：約1,370万kWh
- 年間二酸化炭素削減量：約5,800t
- 運転開始：2011年（平成23年）12月19日[1]

## 参考資料
- 川崎市臨海部におけるメガソーラー計画の概要（PDF）